# 胡仲誥
胡仲誥（？年—？年），湖廣黄州府蕲水县人，軍籍。明朝政治人物。

## 生平
嘉靖四年（1525年）乙酉科湖廣鄉試舉人，嘉靖五年（1526年）丙戌科三甲六十二名進士，授河南怀庆府河内县知县，歷官雲南、四川按察司佥事。

## 家族
曾祖胡昊；祖父胡瑀；父胡溥，母王氏。具慶下。兄仲典、胡仲謨（正德辛巳進士）、胡仲訓。